# Möckeln (Älmhult)
Der Möckeln ist ein See der småländischen Seenplatte bei Älmhult in der schwedischen Provinz Kronobergs län. Der See erstreckt sich über eine Fläche von 46 km²; und liegt 136 Meter über dem Meeresspiegel. Seine größte Tiefe beträgt 12 Meter. Er entwässert in den Helge å.